# Synanthedon santanna
Synanthedon santanna is een vlinder uit de familie wespvlinders (Sesiidae), onderfamilie Sesiinae.
Synanthedon santanna is voor het eerst wetenschappelijk beschreven door Kaye in 1925. De soort komt voor in het Neotropisch gebied.